# John Clauser
John Francis Clauser (født 1. december 1942 i Pasadena) er en amerikansk fysiker. Han er kendt for sine bidrag til kvantemekanikken, i særdeleshed for Clauser-Horne-Shimony-Holt-uligheden og eksperimenter på Bells ulighed. I 2022 blev han tildelt Nobelprisen i fysik sammen med Alain Aspect og Anton Zeilinger.
Clauser er uddannet ved California Institute of Technology og Columbia University, hvor han i 1969 tog doktorgrad i fysik. Han var tilknyttet University of California, Berkeley og arbejdede ved Lawrence Livermore National Laboratory. Fra 1990 til 1997 var Clauser igen tilknyttet University of California, Berkeley. Han har senere arbejdet i sit eget firma.
I 2010 modtog Clauser Wolfprisen sammen med Alain Aspect og Anton Zeilinger.